# Westport, North Carolina
Westport är en ort i Lincoln County i delstaten North Carolina, USA.